# شبکه گسترده
شبکهٔ گسترده یا وَن WAN (به انگلیسی: Wide Area Network)  یک شبکه رایانه‌ای است که ناحیهٔ جغرافیایی نسبتاً وسیعی را پوشش می‌دهد (برای نمونه از یک کشور به کشوری دیگر یا از یک قاره به قاره‌ای دیگر). این شبکه‌ها معمولاً از امکانات انتقال خدمات دهندگان عمومی مانند شرکت‌های مخابرات استفاده می‌کند. به عبارت کمتر رسمی، این شبکه‌ها از مسیریابها و لینک‌های ارتباطی عمومی استفاده می‌کنند.
شبکه‌های گسترده از نظر محدوده تحت پوشش با شبکه‌های شخصی (به انگلیسی: PAN)، شبکه‌های محلی (به انگلیسی: LAN)، شبکه‌های دانشگاهی (به انگلیسی: CAN) (شبکه‌هایی که چند ساختمان یک سازمان را پوشش می‌دهند) یا شبکه‌های کلان‌شهری (به انگلیسی: MAN) که معمولاً محدود به یک اتاق، یک ساختمان، فضای چند دانشکده یا یک شهر می‌باشند قابل مقایسه هستند. بزرگ‌ترین و شناخته‌شده‌ترین مثال از یک شبکه گسترده شبکه اینترنت است.

## کاربردها
شبکه‌های گسترده برای اتصال شبکه‌های محلی یا دیگر انواع شبکه به یکدیگر استفاده می‌شوند. بنابراین کاربران و رایانه‌های یک مکان می‌توانند با کاربران و رایانه‌هایی در مکانهای دیگر در ارتباط باشند. بسیاری از شبکه‌های گسترده برای یک سازمان ویژه پیاده‌سازی می‌شوند و خصوصی هستند. بعضی دیگر به‌وسیله «سرویس دهندگان اینترنت» (ISP) پیاده‌سازی می‌شوند تا شبکه‌های محلی سازمانها را به اینترنت متصل کنند.

## انواع
اغلب جهت پیاده‌سازی شبکه‌های گسترده از «خطوط استیجاری» استفاده می‌شود. در هر انتهای خط اجاره‌ای یک دستگاه «مسیریاب» قرار داده می‌شود که از یک طرف به شبکه محلی آن سمت و از طرف دیگر به‌وسیله یک هاب به آن سوی شبکه گسترده متصل است. خطوط استیجاری می‌تواند بسیار گران باشند. همچنین شبکه‌های گسترده می‌توانند به‌جای استفاده از آن‌ها با استفاده از روشهای به صرفه‌تر «راهگزینی مداری» و «راهگزینی بسته» پیاده‌سازی شوند. «قرارداد»های شبکه مانند قرارداد مجموعه پروتکل اینترنت وظایف انتقال و آدرس‌دهی را برعهده دارند. قراردادهایی مانند «انتقال بسته بر سونت/اس‌دی‌اچ» (Packet over SONET/SDH)، «حالت انتقال ناهمگام» (ATM)، «راهگزینی برچسب چندقرارداری» (MPLS)، «رله فریم» (Frame Relay) اغلب به‌وسیله سرویس دهنده‌ها استفاده می‌شوند تا لینک‌هایی که در شبکه‌های گسترده استفاده می‌شوند را تأمین کنند. قرارداد X.۲۵ یکی از قراردادهای اولیه مهم شبکه‌های گسترده بوده‌است و اغلب از آن به عنوان پدربزرگ قرارداد «رله فریم» یاد می‌شود، چراکه امروزه هنوز بسیاری از اصول و وظایف بنیادی پروتکل X.۲۵ با اعمال تغییراتی که جهت بروز درآوردن آن صورت گرفته در قرارداد «رله فریم» بکار می‌رود.

## تحقیقات آکادمیک
تحقیقات آکادمیک در زمینه شبکه‌های گسترده را می‌توان در ۳ زمینه دسته‌بندی نمود: «مدلهای ریاضی» (mathematical models)، «مدل‌سازی شبکه» (network emulation) و «شبیه‌سازی شبکه» (network simulation).
در بعضی مواقع بهبود عملکرد شبکه‌های گسترده به‌وسیله روشهایی مانند «خدمات فایلی گسترده» (WAFS) و «بهینه‌سازی شبکه‌های گسترده» (WAN Optimization) انجام می‌شود.